# Dmytro Boiko
Dmytro Viktorovych Boiko (en ucraniano: Дмитро Вікторович Бойко; Netishyn, 16 de enero de 1986) es un deportista ucraniano que compitió en esgrima, especialista en la modalidad de sable. Estuvo casado con la esgrimidora Olha Jarlan.
Ganó dos medallas en el Campeonato Mundial de Esgrima, plata en 2006 y bronce en 2003, y dos medallas en el Campeonato Europeo de Esgrima, plata en 2010 y bronce en 2013.

## Palmarés internacional
| Campeonato Mundial | Campeonato Mundial | Campeonato Mundial | Campeonato Mundial |
| Año                | Lugar              | Medalla            | Prueba             |
| ------------------ | ------------------ | ------------------ | ------------------ |
| 2003               | La Habana (Cuba)   | Medalla de bronce  | Sable por equipos  |
| 2006               | Turín (Italia)     | Medalla de plata   | Sable por equipos  |
| Campeonato Europeo |                    |                    |                    |
| Año                | Lugar              | Medalla            | Prueba             |
| 2010               | Leipzig (Alemania) | Medalla de plata   | Sable por equipos  |
| 2013               | Zagreb (Croacia)   | Medalla de bronce  | Sable por equipos  |